# Carlo Reishammer

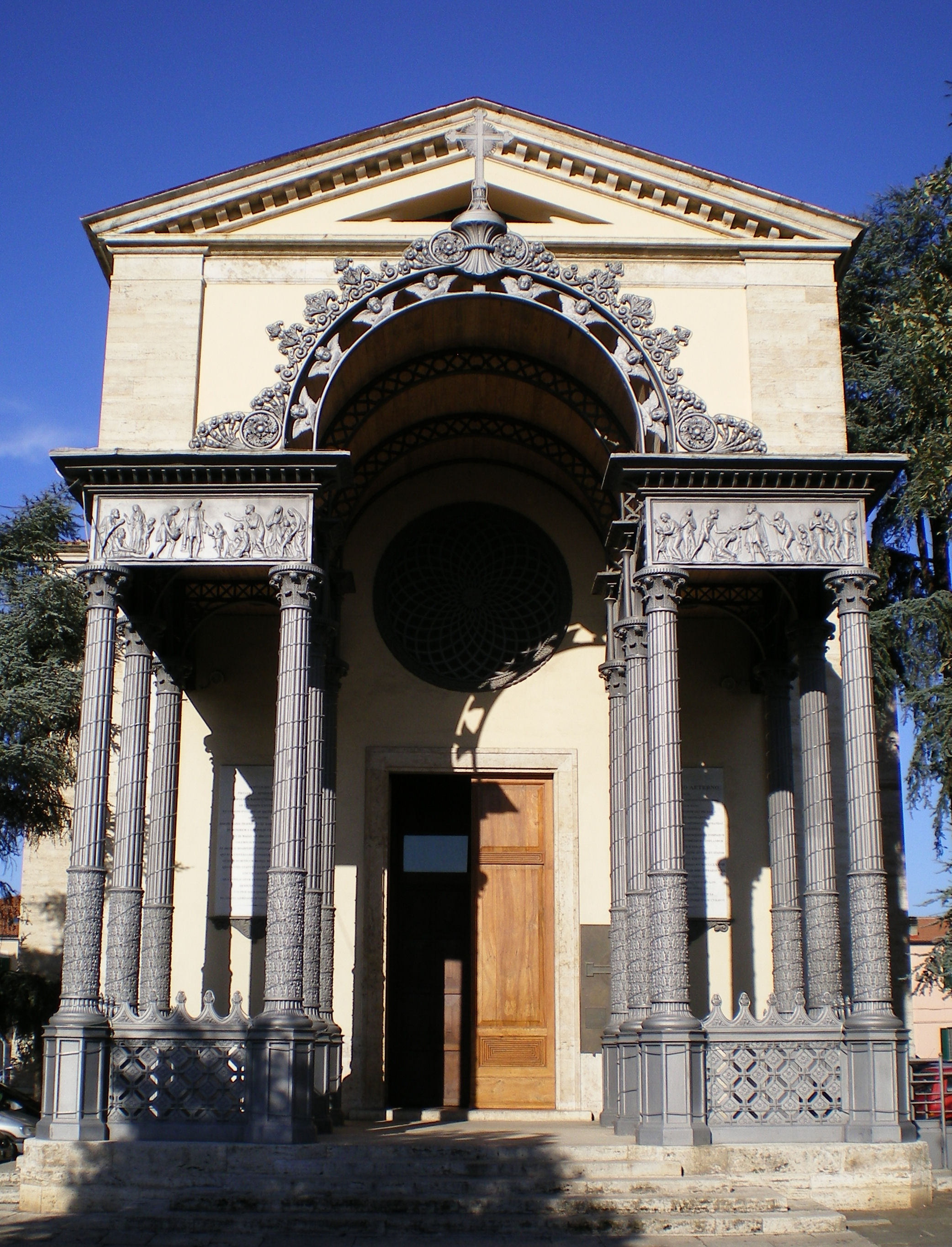
Kirche San Leopoldo, Follonica

Carlo Reishammer (* 4. April 1806 in Florenz; † 4. Oktober 1883 ebenda) war ein italienischer Architekt.
Reishammers Vater war Österreicher, seine Mutter Italienerin. Nach einer Schulausbildung in der Schweiz ging Reishammer nach Rom. Sein Architekturstudium schloss er an der Accademia di Belle Arti in Florenz ab, wo er schon um 1827 den Friedhof Cimitero degli Inglesi entworfen hatte. Im Jahre 1834 heiratete Reishammer die Tochter des Ingenieurs und Architekten Alessandro Manetti und arbeitete in der Folge mit seinem Schwiegervater zusammen, der Direktor des Corpo degli Ingegneri d’Acque e Strade (Direktion der toskanischen Wasser- und Straßenbauingenieure) war. 
Reishammer verwendete bei mehreren seiner Bauten Gusseisenelemente, die in der Eisengießerei der toskanischen Stadt Follonica hergestellt wurden. Der Ort war zu jener Zeit Zentrum der Eisenverhüttung im Großherzogtum Toskana und wurde von Leopold II. gefördert. Zusammen mit Manetti entwarf Reishammer in Follonica die Kirche San Leopoldo (ab 1836, geweiht 1838), bei der er Eisengussteile (z. B. Säulenportal, Rosetten, Kirchturmspitze) mit traditionellem Mauerwerk verbindet, sowie das gusseiserne Eingangstor der Eisengießerei (Cancello Magonale, 1836).
Für die neue Akzisemauer der Stadt Livorno (Mura Leopoldine) entwarf Reishammer ab 1838 im Auftrag des Projektleiters Manetti mehrere Zugangstore.
1841 bis 1846 war Reishammer mit der Vervollständigung der ersten toskanischen Eisenbahnstrecke Livorno-Florenz (Ferrovie Leopolda) beauftragt. Von 1850 bis 1859 war er für die Realisierung aller Bahnstrecken im Großherzogtum verantwortlich. Danach zog er sich von öffentlichen Aufträgen zurück und leitete ein privates Architekturbüro. 

## Bilder

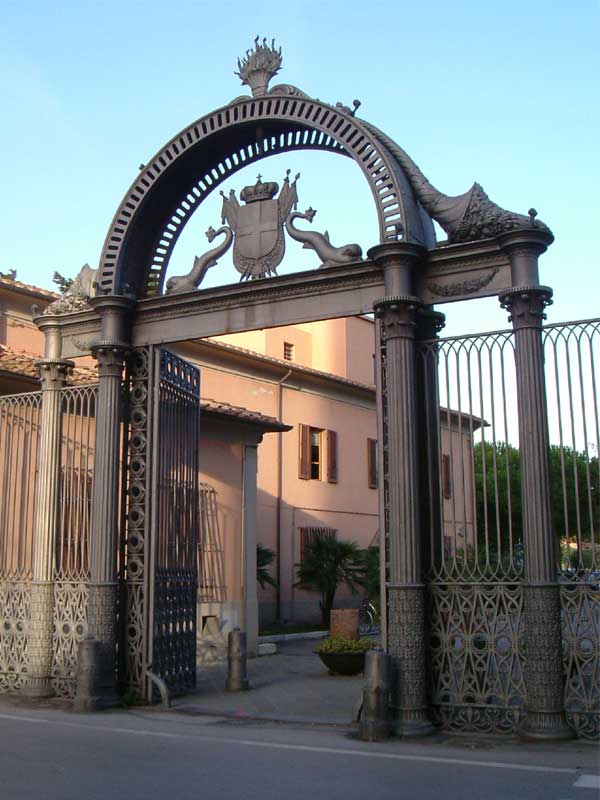
Eingangstor der Eisengießerei Follonica
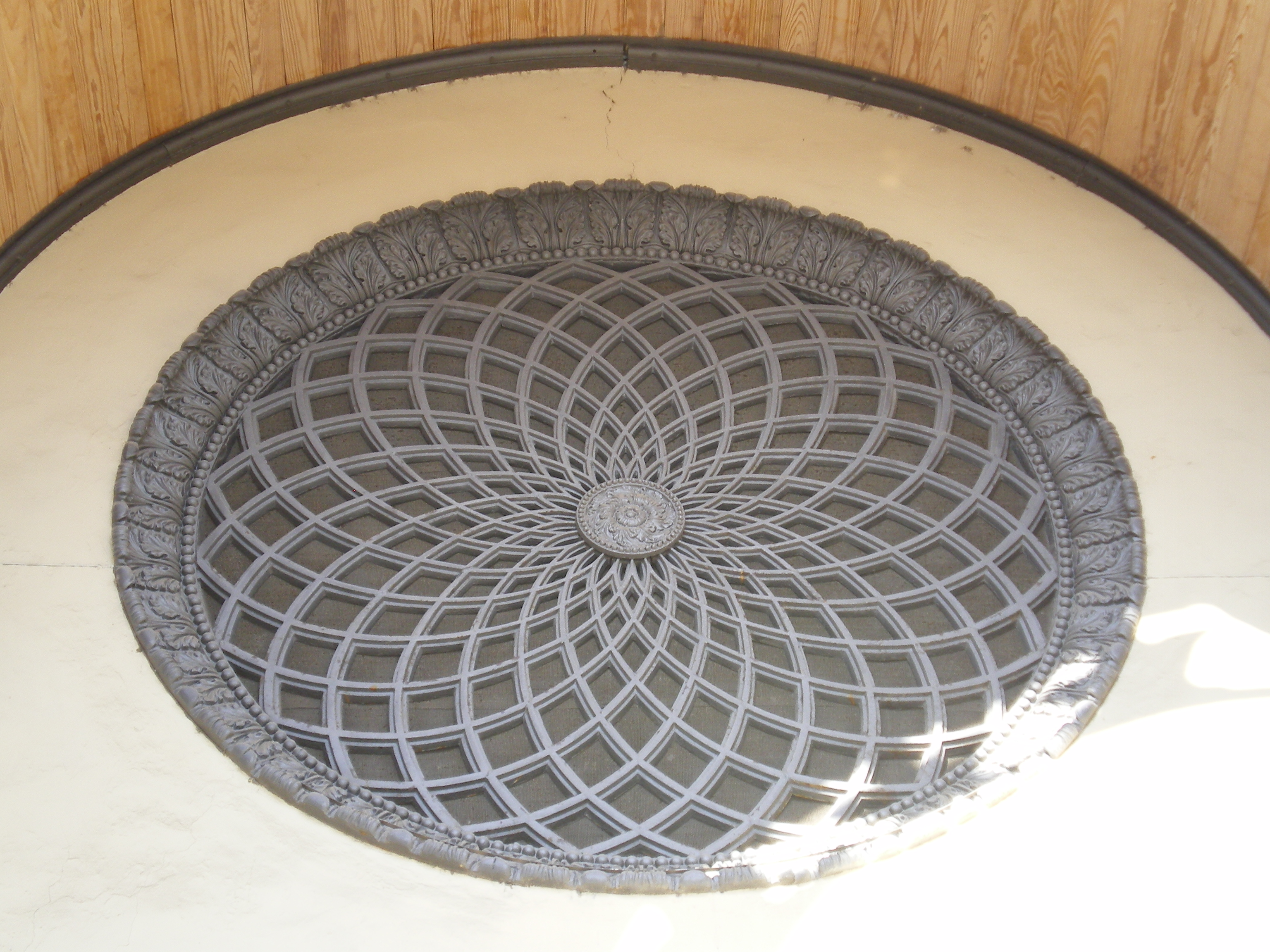
Rosette, Kirche San Leopoldo, Follonica
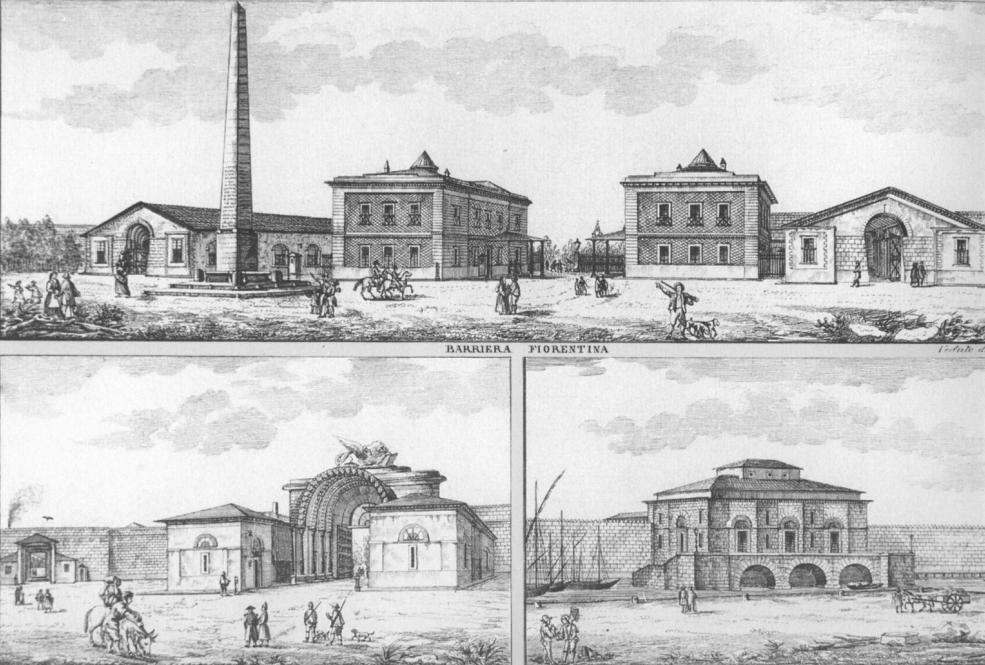
Tore der Zollmauer, Livorno
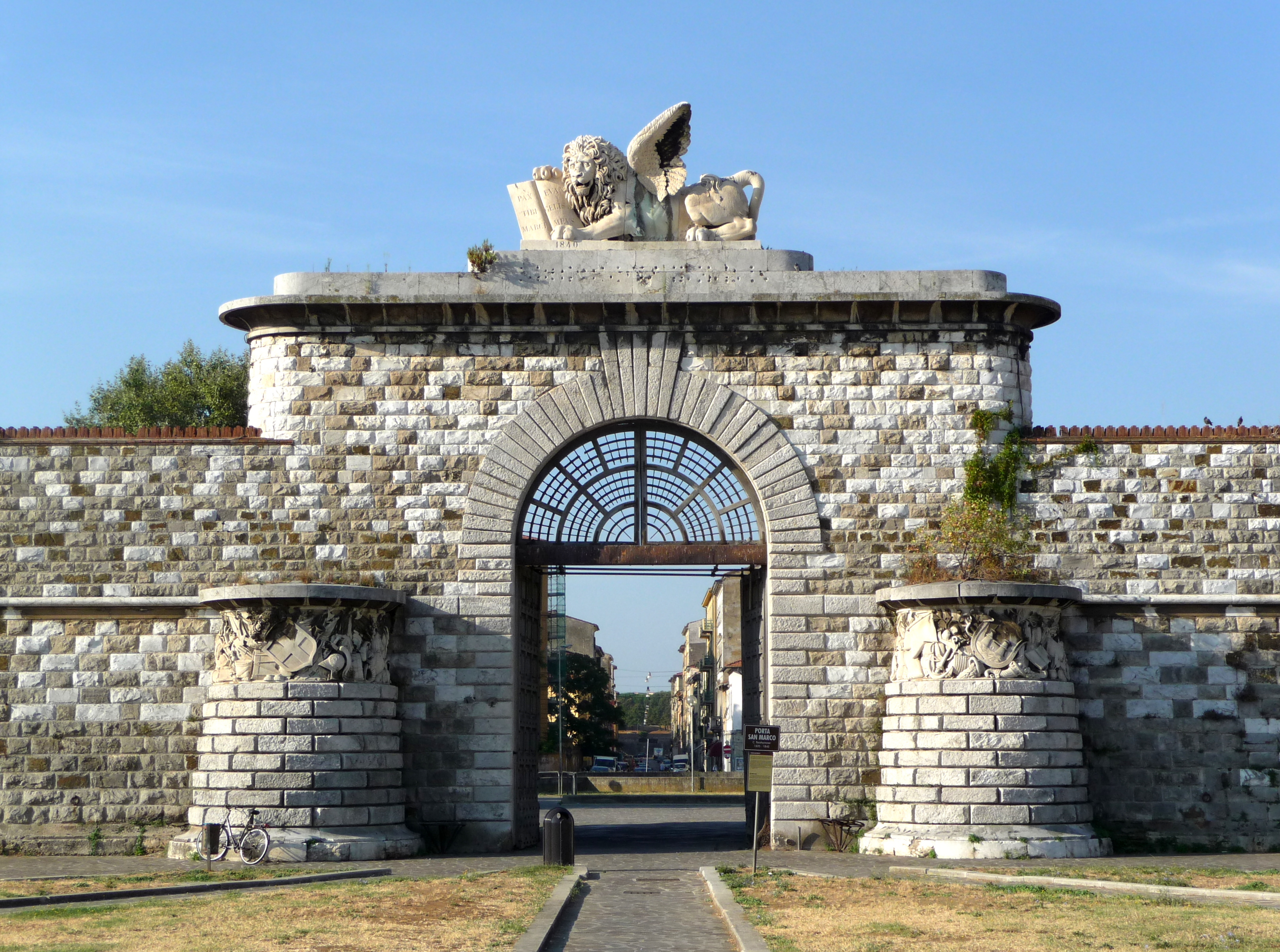
Porta San Marco, Livorno